# کوه‌های سایان

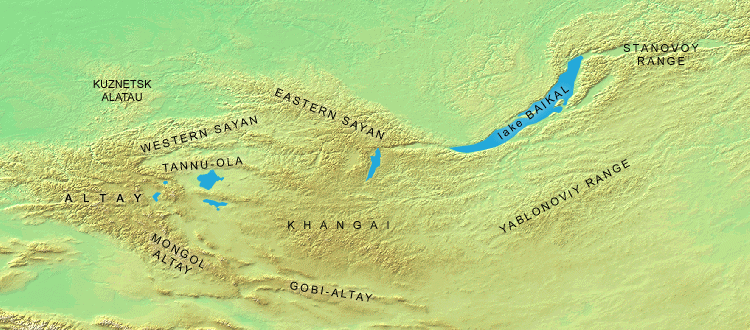
Mountains of Russia, Mongolia, Kazakhstan and China

کوه‌های سایان (روسی: Саяны) از رشته‌کوه‌های روسیه و از رشته‌کوه‌های مغولستان است.

## نگارخانه

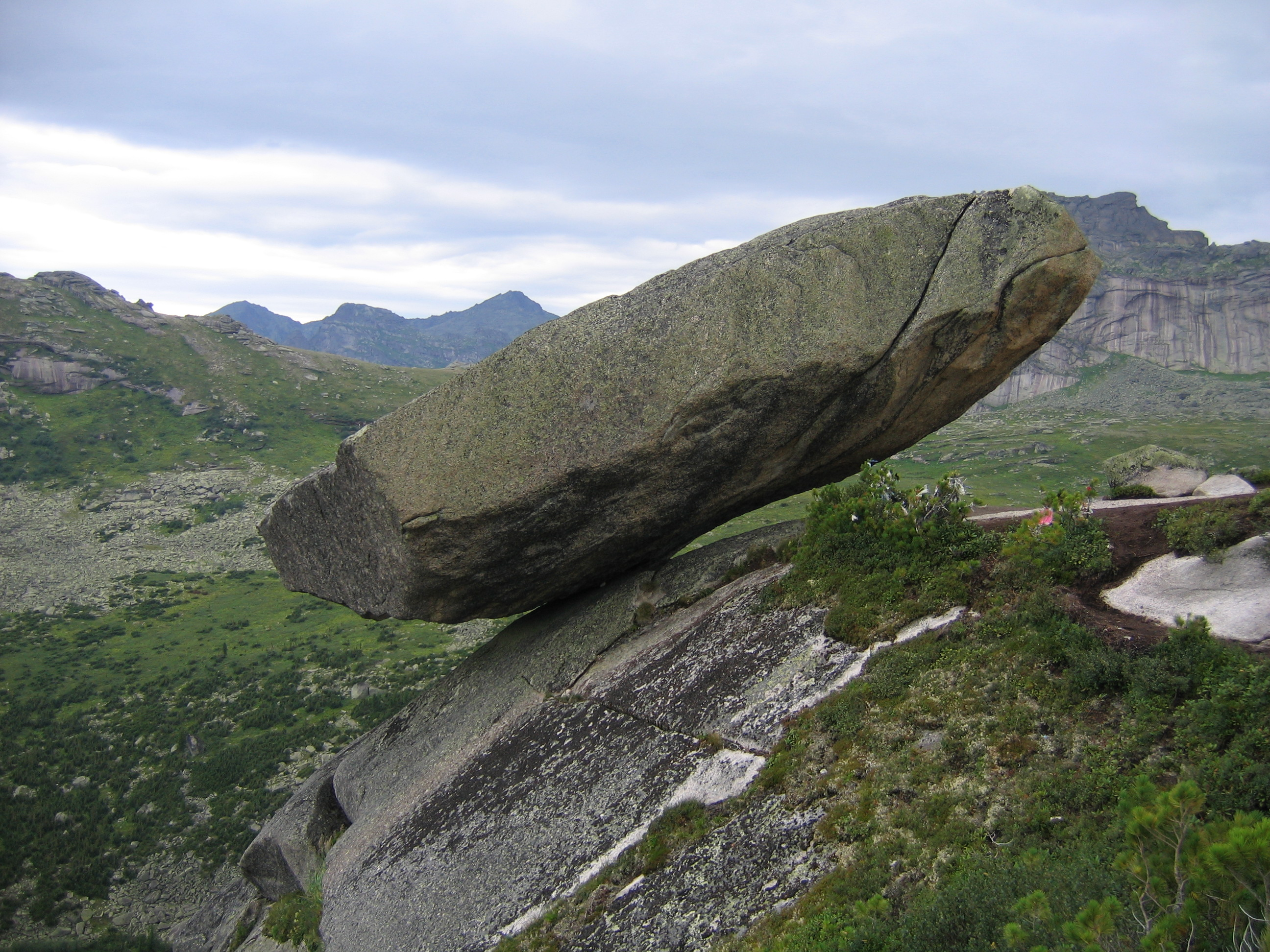
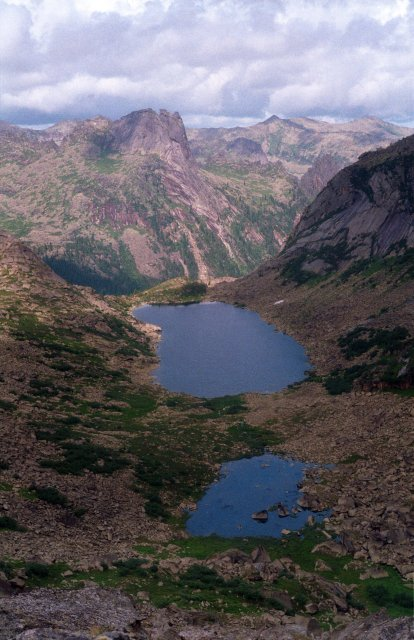
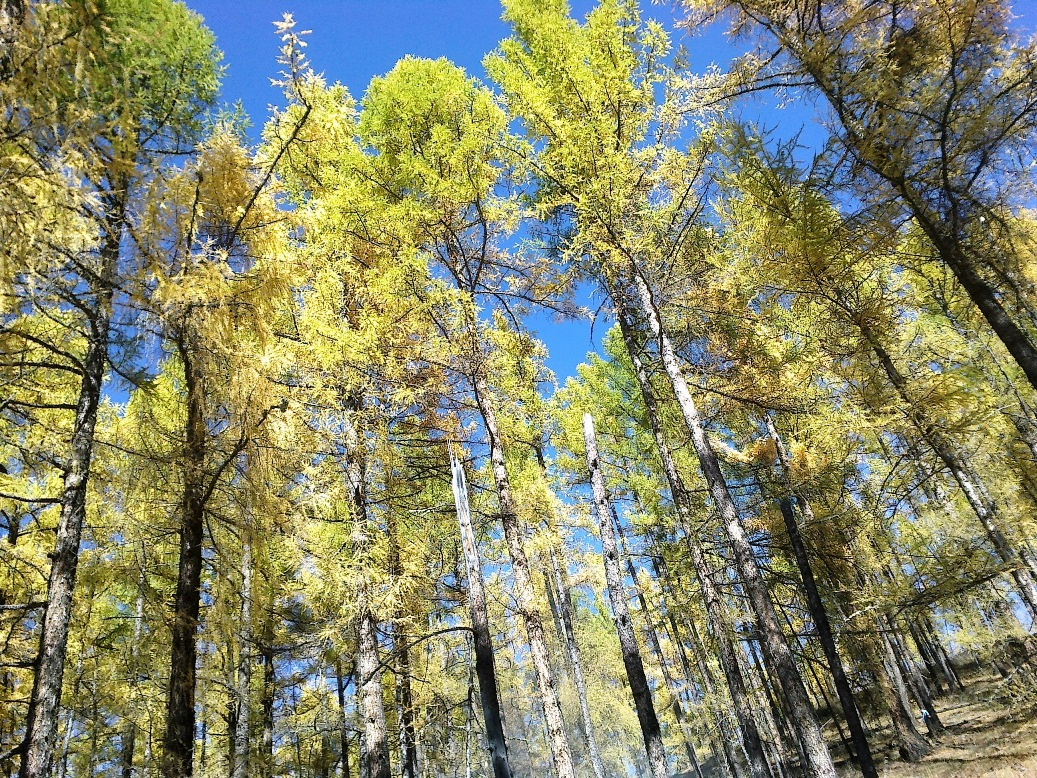
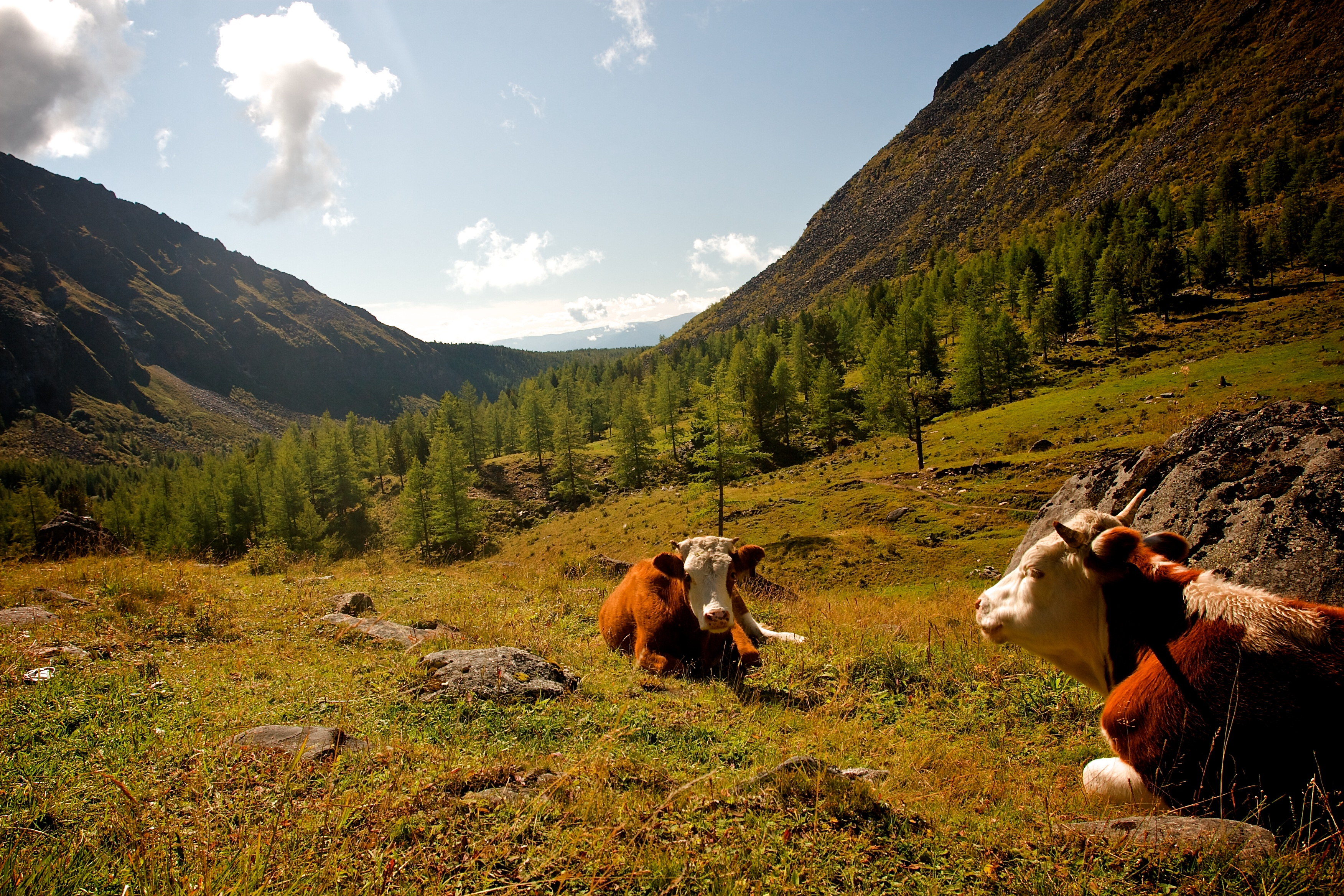